# Den stora kuppen
Den stora kuppen (engelska: The Big Caper) är en amerikansk kriminalfilm från 1957 baserad på en roman från 1955 av Lionel White. Filmen regisserades av Robert Stevens och innehåller skådespelare som Rory Calhoun, Mary Costa och James Gregory Filmen utspelar sig dock i Kalifornien, och inte i Florida som romanen.

### Fotnoter
1. ↑  http://allmovie.com/work/the-big-caper-84964